# Кентон (Теннессі)
Кентон (англ. Kenton) — місто (англ. town) в США, в округах Ґібсон і Обіон штату Теннессі. Населення — 1205 осіб (2020).

## Географія
Кентон розташований за координатами 36°12′7″ пн. ш. 89°0′55″ зх. д. / 36.20194° пн. ш. 89.01528° зх. д. (36.202066, -89.015385).  За даними Бюро перепису населення США в 2010 році місто мало площу 5,21 км², з яких 5,18 км² — суходіл та 0,04 км² — водойми.

## Демографія
Згідно з переписом 2010 року, у місті мешкала 1281 особа в 536 домогосподарствах у складі 364 родин. Густота населення становила 246 осіб/км².  Було 611 помешкання (117/км²).
Расовий склад населення:
| - 80,9 % — білих - 16,1 % — чорних або афроамериканців - 0,5 % — азіатів - 1,5 % — осіб інших рас |

До двох чи більше рас належало 1,0 %. Частка іспаномовних становила 2,2 % від усіх жителів.
За віковим діапазоном населення розподілялося таким чином: 23,7 % — особи молодші 18 років, 58,9 % — особи у віці 18—64 років, 17,4 % — особи у віці 65 років та старші. Медіана віку мешканця становила 40,3 року. На 100 осіб жіночої статі у місті припадало 87,0 чоловіків;  на 100 жінок у віці від 18 років та старших — 84,9 чоловіків також старших 18 років.
Середній дохід на одне домашнє господарство  становив 35 082 долари США (медіана — 29 167), а середній дохід на одну сім'ю — 41 333 долари (медіана — 35 000). За межею бідності перебувало 18,2 % осіб, у тому числі 30,9 % дітей у віці до 18 років та 10,9 % осіб у віці 65 років та старших.
Цивільне працевлаштоване населення становило 417 осіб. Основні галузі зайнятості: виробництво — 23,5 %, освіта, охорона здоров'я та соціальна допомога — 20,4 %, роздрібна торгівля — 16,3 %.